# 長安幻夜
《長安幻夜》是中國小說家面堂兄所寫的古裝幻想小說，在2006年11月開始連載於《新蕾·STORY100》，中國漫畫家韓露負責插畫
。漫畫版連載於《漫友動畫100上》，由韓露作畫。小说以華麗的大唐時代為背景，由迷糊閒散的皇族九世子、美麗神秘的波斯商人、放蕩風流的金吾衛中郎將揭開序幕，講述一個個長安城裡充滿奇幻與奇異色彩的故事。

## 小說列表
- 第一部 玉龍子
- 第二部 香戀歌
- 第三部 藍蓮花
- 第四部 金衣公子
- 第五部 牡丹獅子
- 第六部 夕鶴
- 第七部 傀儡奇談
- 第八部 春夜喜雨
- 第九部 蜃中樓
- 第十部 江東之虎
- 第十一部 石榴夜叉
- 第十二部 崑崙夫人
- 第十三部 落雁亭
- 第十四部 霓裳記
- 番外 紅葉宮詞
- 番外 木蘭舟
- 番外 青蓮姬

## 人物介紹

### 李瑯琊
薛王李業的第九子，唐玄宗的侄兒之一。性格溫和閒散，飽讀詩書，對神鬼怪談相當有興趣，時常沉浸在自己的世界裡，對外在世界事件的反應比常人遲鈍。通常著一身素衣，相貌清秀，戴著單片眼鏡。與皇甫端華是青梅竹馬。屬於手無縛雞之力的知識分子。體弱多病，體質虛，亦時常捲入靈異事件。與皇甫端華、安碧城被稱為“名動長安3P黨”。

### 皇甫端華
左金吾衛中郎將，佩刀名為「妲己」。生於將軍世家。考運不佳，連續落榜了四次才考上金吾衛。生性放蕩風流，長相俊帥，一頭紅髮是正字標記。花街常客，永遠在追求美女。自幼沒見過母親，幼時十分渴求母愛。跟太后之間存在淡淡的曖昧情愫。背上有著神祕的封龍印記。

### 安碧城
西市的珠寶古玩店「水精閣」店主。擁有中原與西域安國血統的混血美少年。金髮碧眼，非常神祕，愛錢，做過不少黑心生意。老謀深算，漫畫中有時以狐狸的面貌呈現。擅長演奏琵琶。被端華戲稱為波斯貓。

### 八重雪
官居左金吾衛上將軍，皇城守衛隊金吾衛的領導者，同時是太子李瑛的劍術老師。漫畫版的原創角色。苗族人，長相精緻美艷，左眼下有一顆淚痣，被譽為「大明宮之花」。佩刀名為「楓橋夜泊」。孤高冷傲，十分自戀，對下屬頗嚴厲，實戰實力堅強。不擅長游泳、繪畫，不近女色，不喜喝酒。與皇帝李隆基關係曖昧。